# 山本理顕
山本 理顕（やまもと りけん、本名は"みちあき"、1945年（昭和20年）4月15日 - ）は、日本の建築家。工学院大学教授、横浜国立大学大学院教授を経て、2011年より日本大学大学院特任教授。2018年より2022年まで名古屋造形大学学長。2022年より東京芸術大学客員教授。公益社団法人日本建築家協会（JIA）登録建築家。

## 来歴
中国北京生まれ、神奈川県横浜市育ち。1964年、関東学院中学校高等学校卒業。1968年、日本大学理工学部建築学科卒業（小林文次研究室）。1971年、東京藝術大学大学院美術研究科建築専攻修了。その後、東京大学生産技術研究所原広司研究室に研究生として在籍する。
1973年、山本理顕設計工場を設立。2002年-2006年、工学院大学教授。2007年-2010年、横浜国立大学大学院Y-GSA教授・初代校長。2011年-2013年、横浜国立大学大学院客員教授、日本大学大学院特任教授。2018年-2021年、名古屋造形大学学長。2022年、東京芸術大学客員教授。2024年から神奈川大学客員教授。
セントラル硝子国際建築設計競技、トウキョウ建築コレクションなどの審査員を歴任した。

## 主な受賞歴
多数受賞作品を持つ。
- 1987年 - 第39回日本建築学会賞（雑居ビルの上の住居）
- 2001年 - 日本芸術院賞
- 2002年 - 第54回日本建築学会賞（公立はこだて未来大学）
- 2024年 - プリツカー賞[1]

文化庁長官表彰（国際芸術部門）

## 主な作品
| 名称                                           | 年     | 所在地           | 国     | 備考                                                                                              |
| ---------------------------------------------- | ------ | ---------------- | ------ | ------------------------------------------------------------------------------------------------- |
| 三平邸                                         | 1975年 | 神奈川県横浜市   | 日本   |                                                                                                   |
| 新藤邸                                         | 1977年 | 神奈川県横浜市   | 日本   |                                                                                                   |
| 山川山荘                                       | 1977年 | 長野県南佐久郡   | 日本   |                                                                                                   |
| 窪田邸                                         | 1978年 | 東京都大田区     | 日本   |                                                                                                   |
| 山本邸                                         | 1978年 | 神奈川県横浜市   | 日本   |                                                                                                   |
| STUDIO STEPS（石井邸）                         | 1978年 | 神奈川県横浜市   | 日本   |                                                                                                   |
| 勢能邸                                         | 1981年 | 東京都世田谷区   | 日本   |                                                                                                   |
| 藤井邸                                         | 1982年 | 神奈川県横浜市   | 日本   |                                                                                                   |
| 新倉邸                                         | 1983年 | 東京都杉並区     | 日本   |                                                                                                   |
| 佐藤邸                                         | 1983年 | 東京都世田谷区   | 日本   |                                                                                                   |
| 小俣邸                                         | 1985年 | 神奈川県横浜市   | 日本   |                                                                                                   |
| きらら光ヶ丘店                                 | 1986年 | 東京都練馬区     | 日本   |                                                                                                   |
| マルフジ南田園店                               | 1986年 | 東京都福生市     | 日本   |                                                                                                   |
| GAZEBO                                         | 1986年 | 神奈川県横浜市   | 日本   | 日本建築学会賞(作品賞)                                                                            |
| 大晃奥湯河原寮                                 | 1987年 | 神奈川県湯河原町 | 日本   |                                                                                                   |
| マルフジ小作店                                 | 1987年 | 東京都羽村市     | 日本   |                                                                                                   |
| ROTUNDA                                        | 1987年 | 神奈川県横浜市   | 日本   | 日本建築学会賞(作品賞)                                                                            |
| HAMLET                                         | 1988年 | 東京都渋谷区     | 日本   |                                                                                                   |
| 若槻邸                                         | 1989年 | 神奈川県鎌倉市   | 日本   |                                                                                                   |
| 熊本県営保田窪第一団地                         | 1991年 | 熊本市中央区     | 日本   | JIA25年賞 くまもとアートポリス                                                                    |
| 葛飾の住宅                                     | 1992年 | 東京都葛飾区     | 日本   |                                                                                                   |
| 緑園都市 G.Fビル                               | 1992年 | 神奈川県横浜市   | 日本   |                                                                                                   |
| 岡山の住宅                                     | 1992年 | 岡山県岡山市     | 日本   |                                                                                                   |
| 緑園都市 XYSTUS（ジスタス）                    | 1992年 | 神奈川県横浜市   | 日本   |                                                                                                   |
| 緑園都市 OBERISK（オベリスク）                 | 1993年 | 神奈川県横浜市   | 日本   |                                                                                                   |
| 緑園都市 LOGGIA（ロッジア）                    | 1993年 | 神奈川県横浜市   | 日本   |                                                                                                   |
| 緑園都市 AMNIS（アムニス）                     | 1993年 | 神奈川県横浜市   | 日本   |                                                                                                   |
| 緑園都市 PRADO（プラード）                     | 1993年 | 神奈川県横浜市   | 日本   |                                                                                                   |
| 緑園都市 ARCUS（アーカス）                     | 1994年 | 神奈川県横浜市   | 日本   |                                                                                                   |
| 緑園都市 CÕTE á CÕTE（コータ・コート）         | 1994年 | 神奈川県横浜市   | 日本   |                                                                                                   |
| 鎌倉の家                                       | 1995年 | 神奈川県鎌倉市   | 日本   |                                                                                                   |
| 山本クリニック                                 | 1996年 | 岡山県岡山市     | 日本   | JCD(日本商環境設計家協会)大賞                                                                     |
| 岩出山中学校                                   | 1996年 | 宮城県大崎市     | 日本   | 第39回毎日芸術賞                                                                                  |
| 横浜市下和泉地区センター・下和泉地域ケアプラザ | 1997年 | 神奈川県横浜市   | 日本   | 横浜優良建築設計者最優秀賞、神奈川県建築コンクール奨励賞                                          |
| 埼玉県立大学                                   | 1999年 | 埼玉県越谷市     | 日本   | 第57回日本芸術院賞、第10回公共建築賞優秀賞、第9回越谷市景観賞                                     |
| 公立はこだて未来大学                           | 2000年 | 北海道函館市     | 日本   | 第43回建築業協会賞、54回日本建築学会賞作品賞、第9回公共建築賞国土交通大臣表彰、第26回北海道建築賞 |
| 広島市西消防署                                 | 2000年 | 広島市西区       | 日本   | 第9回公共建築賞優秀賞                                                                             |
| 横浜市営住宅三ツ境ハイツ                       | 2000年 | 神奈川県横浜市   | 日本   |                                                                                                   |
| バンビル                                       | 2001年 | 新潟県新潟市     | 日本   |                                                                                                   |
| 東京ウェルズテクニカルセンター                 | 2001年 | 静岡県沼津市     | 日本   |                                                                                                   |
| Dクリニック                                    | 2002年 | 埼玉県入間市     | 日本   |                                                                                                   |
| 東雲キャナルコートCODAN１街区                  | 2003年 | 東京都江東区     | 日本   |                                                                                                   |
| 北京建外SOHO                                   | 2003年 | 北京市           | 中国   |                                                                                                   |
| アルミ住宅プロジェクト                         | 2004年 | 佐賀県鳥栖市     | 日本   |                                                                                                   |
| 公立はこだて未来大学研究棟                     | 2005年 | 北海道函館市     | 日本   |                                                                                                   |
| 横須賀美術館                                   | 2007年 | 神奈川県横須賀市 | 日本   | 2009年度日本建築家協会賞、第49回建築業協会賞、第52回神奈川県建築コンクール最優秀賞                |
| ドラゴン・リリーさんの家                       | 2008年 | 群馬県           | 日本   |                                                                                                   |
| 福生市庁舎                                     | 2008年 | 東京都福生市     | 日本   |                                                                                                   |
| ナミックス・テクノコア                         | 2008年 | 新潟市北区       | 日本   |                                                                                                   |
| 宇都宮大学オプティクス教育研究センター         | 2009年 | 栃木県宇都宮市   | 日本   |                                                                                                   |
| パンギョ・ハウジング                           | 2010年 | 城南市           | 韓国   |                                                                                                   |
| 平田みんなの家                                 | 2012年 | 岩手県釜石市     | 日本   |                                                                                                   |
| 天津図書館                                     | 2012年 | 天津市           | 中国   |                                                                                                   |
| ソウル江南ハウジング                           | 2014年 | ソウル市         | 韓国   |                                                                                                   |
| 横浜市立大学 YCU スクエア                      | 2016年 | 神奈川県横浜市   | 日本   |                                                                                                   |
| 横浜市立子安小学校                             | 2018年 | 神奈川県横浜市   | 日本   |                                                                                                   |
| 東京ウエルズテクニカルセンター                 | 2019年 | 静岡県沼津市     | 日本   |                                                                                                   |
| ザ・サークル atチューリッヒ国際空港            | 2020年 | チューリッヒ     | スイス |                                                                                                   |
| 名古屋造形大学                                 | 2022年 | 愛知県名古屋市   | 日本   |                                                                                                   |

## 建築されなかった主な作品
邑楽町庁舎
2002年5月に邑楽町の新庁舎建設の設計コンペで最優秀案を受賞したが、住民の反対や町長の交代等により解約された。またこれについて、国家賠償を請求したが、2009年6月に和解が成立した。
小田原市仮称城下町ホール
2005年10月に小田原市の仮称城下町ホールの設計コンペで選出されたが、住民の反対や市長の交代等により解約された。
天草市本庁舎
2013年9月に天草市の本庁舎建設のプロポーサルで最優秀賞を受賞したが、市長の交代等により解約された。
山本は、邑楽町や小田原市の事例について、韓国や中国等と比べ、日本は非常な後進国であると批評している。

## ギャラリー

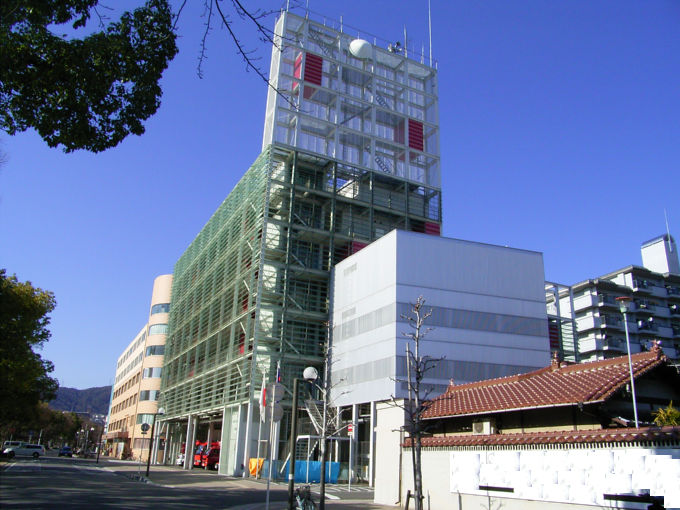
広島市西消防署
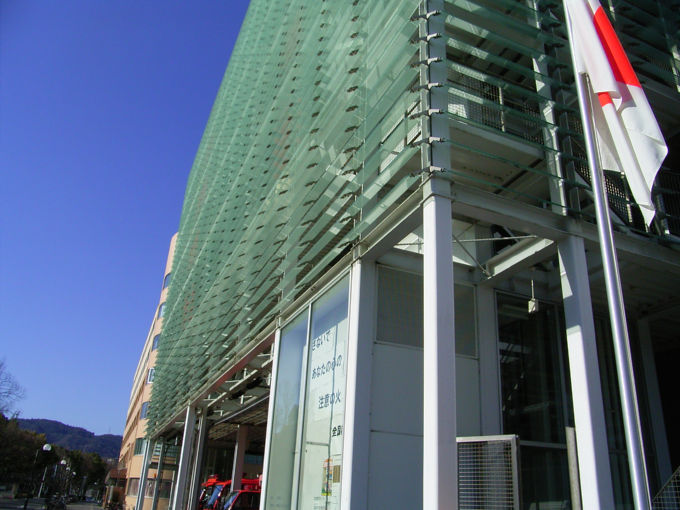
広島市西消防署
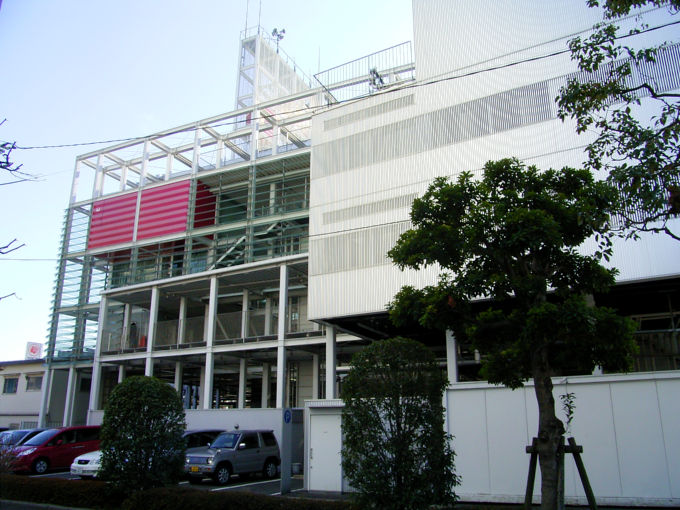
広島市西消防署
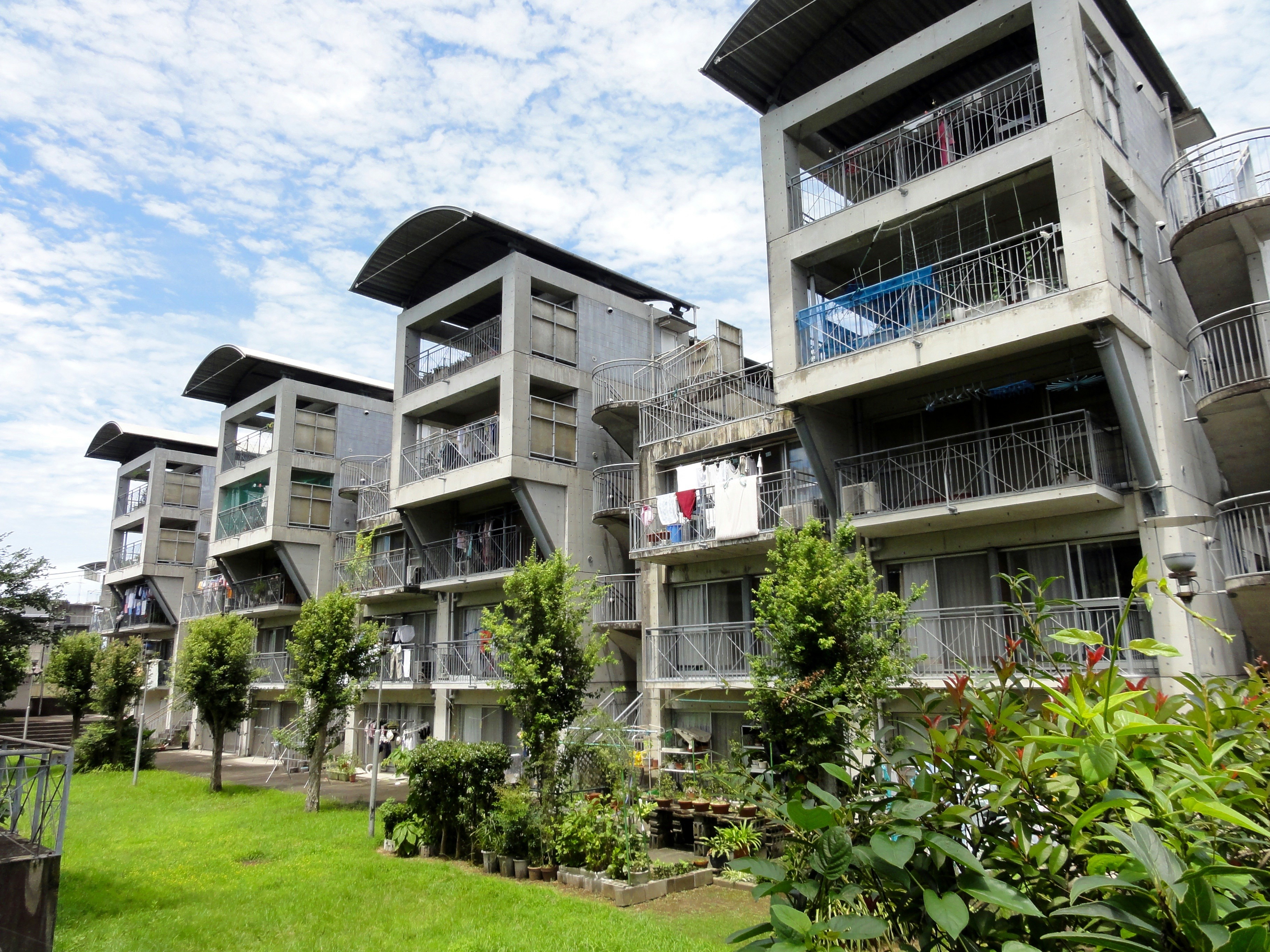
熊本県営保田窪第一団地 中庭側
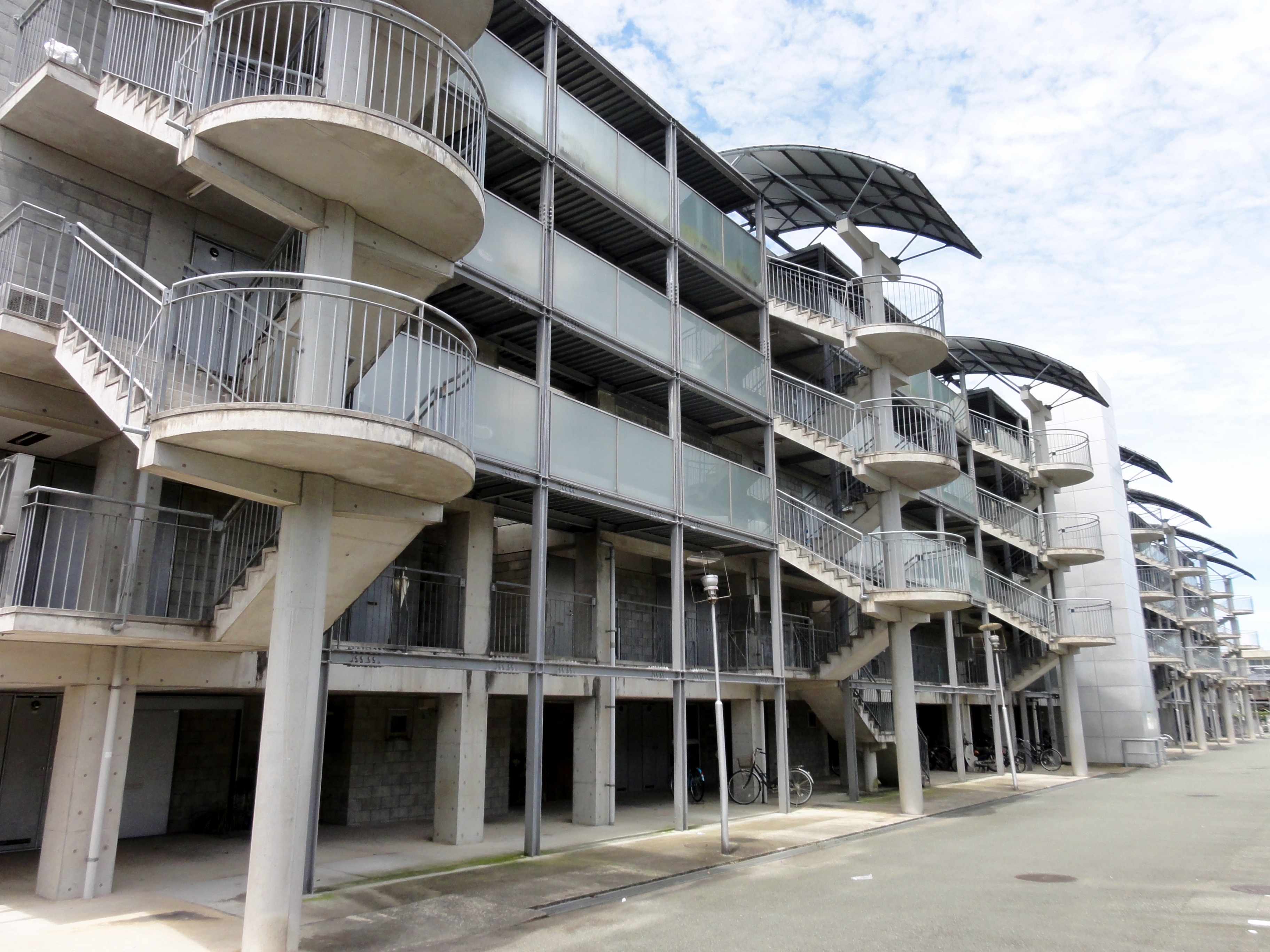
熊本県営保田窪第一団地 階段側

## 著書
- 『細胞都市 (INAX album (12))』 INAX出版、1993年、ISBN 4872750306
- 『住居論 (住まい学大系)』 住まいの図書館出版局、1993年、ISBN 4795208549
- 『ドラゴン・リリーさんの家の調査 (くうねるところにすむところ―子どもたちに伝えたい家の本シリーズ21)』 インデックスコミュニケーションズ、2006年、ISBN 4757304129
- 『建築の可能性 山本理顕的想像力』王国社 2006年、ISBN 4860730313
- 『RIKEN YAMAMOTO 山本理顕の建築』TOTO出版 2012年、ISBN 4887063156
- 『地域社会圏主義』 LIXIL出版、2013年、ISBN 4864803048
- 『権力の空間/空間の権力 個人と国家の〈あいだ〉を設計せよ』 講談社選書メチエ、2015年、ISBN 978-4-06-258600-9
- 『THE SPACE OF POWER, THEPOWER OF SPACE　権力の空間/空間の権力 英語版』 トゥーヴァージンズ、2024年、ISBN 978-4-86791-002-3
- 『新編 住居論 (住まい学エッセンス)』 平凡社、2024年、ISBN 978-4-582-54366-7
- 『山本理顕 コミュニティーと建築』 平凡社、2025年、ISBN 978-4-582-54482-4

## 山本事務所出身の建築家
- 手島浩之
- 迫慶一郎
- BBR
- アルファヴィル
- 中村誠宏
- 新納至門
- 殿井環
- 川口有子